# دوغلاس بيرنت سميث
دوغلاس بيرنت سميث هو شاعر كندي، ولد في 1949.